# Waurika
Waurika és l'única ciutat i seu del Comtat de Jefferson, a l'estat d'Oklahoma, als Estats Units d'Amèrica.

## Demografia
Segons el cens dels Estats Units del 2000 Waurika tenia 1.988 habitants, 741 habitatges, i 500 famílies. La densitat de població era de 64,9 habitants per km².
Dels 741 habitatges en un 28,5% hi vivien nens de menys de 18 anys, en un 54,1% hi vivien parelles casades, en un 9,9% dones solteres, i en un 32,4% no eren unitats familiars. En el 30,5% dels habitatges hi vivien persones soles el 17,3% de les quals corresponia a persones de 65 anys o més que vivien soles. El nombre mitjà de persones vivint en cada habitatge era de 2,35 i el nombre mitjà de persones que vivien en cada família era de 2,89.
Per edats la població es repartia de la següent manera: un 22,3% tenia menys de 18 anys, un 7,5% entre 18 i 24, un 29,1% entre 25 i 44, un 20,6% de 45 a 60 i un 20,5% 65 anys o més.
L'edat mediana era de 39 anys. Per cada 100 dones de 18 o més anys hi havia 107,9 homes.
La renda mediana per habitatge era de 23.800 $ i la renda mediana per família de 31.594 $. Els homes tenien una renda mediana de 24.844 $ mentre que les dones 16.286 $. La renda per capita de la població era de 13.496 $. Entorn del 6,4% de les famílies i el 12,2% de la població estaven per davall del llindar de pobresa.

## Poblacions properes
El següent diagrama mostra les poblacions més properes.